# تینو اینسانا
تینو اینسانا (انگلیسی: Tino Insana؛ زادهٔ ۱۵ فوریهٔ ۱۹۴۸) یک فیلم‌نامه‌نویس، صدا پیشه و هنرپیشه اهل ایالات متحده آمریکا است.
از فیلم‌ها یا برنامه‌های تلویزیونی که وی در آن نقش داشته است می‌توان به رئیس مزرعه اشاره کرد.